# Guangming
| Guangming – 光明新区                          | Guangming – 光明新区           |
| Lage von Guangming in Shenzhen                | Lage von Guangming in Shenzhen |
| --------------------------------------------- | ------------------------------ |
| Lage von Guangming (türkisblau im Nordwesten) |                                |
| Basisdaten                                    |                                |
| Einwohnerzahlen                               |                                |
| Volkszählung:                                 | 1.095.289 (Stand: 2020)        |
| Fläche:                                       | 155,4 km²                      |
| Telefonvorwahl:                               | 0755                           |
| PLZ:                                          |                                |

Guangming (chinesisch 光明新区, Pinyin Guāngmíng Xīnqū) ist ein „Neuer Stadtbezirk“ der südchinesischen Stadt Shenzhen in der Provinz Guangdong. Er wurde am 31. Mai 2007 gegründet. Es handelt sich um einen sogenannten „funktionalen“ Stadtbezirk, um eine Verwaltungsgliederung zweiten Grades, also eine „Stadtmittelbehörde“. Das bedeutet, dass Guangming im Gegensatz zu den „alten“ Stadtbezirken Shenzhens keinen Volkskongress, keine Konsultativkonferenz und vor allem keine vom Volkskongress gewählte Volksregierung (人民政府) hat. Stattdessen wird seine Verwaltung direkt von der Stadt Shenzhen bestimmt und eingesetzt. Ein hoher Anteil (bis zu 40 %) der Bevölkerung Guangmings wird von heimgekehrten Auslandschinesen gestellt.

## Administrative Gliederung
Auf Gemeindeebene setzt sich Guangming aus zwei Straßenvierteln zusammen. Diese sind:
- Straßenviertel Gongming (公明街道);
- Straßenviertel Guangming (光明街道).